# هیلزدیل (کارولینای شمالی)
هیلزدیل (به انگلیسی: Hillsdale) شهری در ایالت کارولینای شمالی کشور ایالات متحده آمریکا است که جمعیت آن در سرشماری سال ۲۰۱۰ میلادی، ۹۸۴ نفر بوده‌است.